# José Antonio Wilde
José Antonio Wilde (Buenos Aires, 1813 - Quilmes, 14 de enero de 1885) fue un escritor y médico argentino.
Fue hijo del periodista y contador de origen inglés Santiago Spencer Wilde. Cursó sus primeros estudios en la escuela de Enrique Bradish. 
Luchó en Caseros bajo las órdenes del General Urquiza, como cirujano. En 1853 se estableció en Quilmes como médico. Tuvo un papel importante en la lucha contra la epidemia de Cólera de 1868, lo que quedó documentado en su libro Compendio de Higiene Pública y privada. 
Escribió el libro Buenos Aires desde setenta años atrás. En mayo de 1873 fundó el periódico El Progreso de Quilmes. Fue Director de la Biblioteca Nacional de la República Argentina entre octubre de 1884 y enero de 1885.

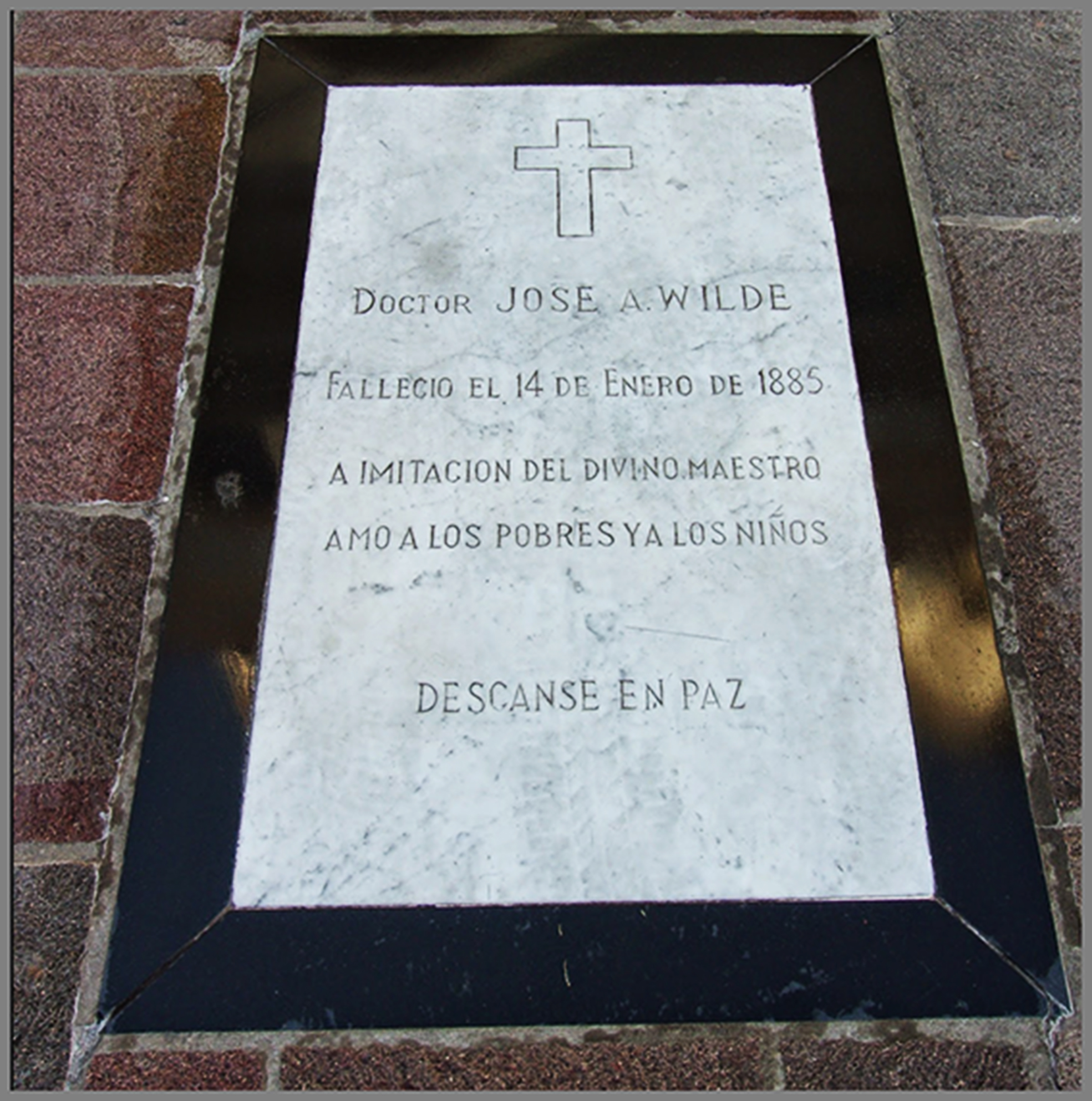

Era tío de Eduardo Wilde, quien fuera fue un médico, periodista, político, diplomático y escritor de la llamada Generación del 80.
Falleció el 14 de enero de 1885.